# 磯貝レイナ
磯貝 レイナ（いそがい れいな、1986年6月23日 - ）は、日本の舞台女優。旧芸名は、磯貝 麗奈（よみは同じ）。
北海道生まれ、神奈川育ち音楽座、サンビームを経て、劇団四季に所属。2019年12月をもって退団。

## 来歴
高校在学中に音楽座ミュージカル（Rカンパニー）のオーディションに合格。2005年に初舞台を踏む。その後3年間在籍し音楽座を退団。
2013年、『レ・ミゼラブル』のコゼット役に抜擢された。
2015年より、劇団四季に入団。

## 主な活動

### 舞台

#### 音楽座在団時代
2005年
- 『とってもゴースト』（東京芸術劇場 他）

2006年
- 『泣かないで』（東京芸術劇場 他）- 小山役
- 『リトルプリンス』（東京芸術劇場 他）

2007年
- 『アイ・ラブ・坊っちゃん』 - マドンナ・雪江役

#### 音楽座退団後
2008年
- 『CARE-WAVE AID Vol,3 -選ばれた大地アフリカ-』（新宿文化センター）

2009年
- 『アイズ』（シアターグリーン） - カオル役　＊主演
- 『ME & MYGIRL』（帝国劇場 他）

2010年
- 『カーテンズ』（東京国際フォーラムC 他）
- Sound Horizon『国王生誕祭 休日スペシャル2010』（国立代々木競技場）
- 『パル・ジョーイ』（青山劇場 他）

2011年
- Sound Horizon『7th Story Concert 「Märchen」 〜キミが今笑っている、眩いその時代に…〜』（パシフィコ横浜）
- 『ビクター・ビクトリア』（ル・テアトル銀座）
- 『ブロードウェイミュージカルライブ2011』（東京国際フォーラムC）
- 生命のコンサート音楽劇『赤毛のアン』（東京国際フォーラムC） - アン・シャーリー 役　＊主演

2012年
- 『モンティパイソンのスパマロット』（赤坂ACTシアター）
- 『ミス・サイゴン』(青山劇場 他）

2013年
- 『レ・ミゼラブル』（帝国劇場 他） - コゼット 役

2014年
- 『emptyrecord-からっぽ-』（アルテリオ小劇場）
- 『青い屋根の館』（赤坂REDシアター）
- 『ミス・サイゴン』（帝国劇場 他）
- 『ちっぽけなタイヨウ』（d-倉庫 日暮里）
- ミュージカル座公演『タイム・フライズ』（シアター1010） - 知念明海 役

2015年
- 『A mans man』（ｄ-倉庫 日暮里）
- 『レ・ミゼラブル』（帝国劇場 他） - コゼット 役

#### 劇団四季入団後
2016年〜2019年
- 『リトルマーメイド 』アンドリーナ役

(四季劇場［夏］、名古屋四季劇場、キャナルシティ劇場、北海道四季劇場)
2018年
- 『恋におちたシェイクスピア』

アンサンブル、ヴァイオラ・ド・レセップス役
(JR東日本アートセンター自由劇場)